# Łuk Konstantyna Wielkiego
Łuk Konstantyna Wielkiego – łuk zbudowany w latach 312–315 dla uhonorowania dziesięciolecia sprawowania władzy przez cesarza Konstantyna oraz dla uczczenia jego zwycięstwa nad Maksencjuszem.

## Opis
Budowla o szerokości 25,7 m, wysokości 21,0 m i murach grubości 7,4 m wzniesiona została w pobliżu Koloseum. Łuk ma konstrukcję trójprzęsłową. Przeloty na każdej fasadzie rozdzielają cztery kolumny w porządku korynckim, nad którymi w attyce umieszczono posągi uosabiające podbite przez Trajana plemiona – pięć postaci to wizerunki Daków (cztery postacie na północnej stronie i jedna na południowej). Rzeźby pochodzą z czasów Trajana. Pomiędzy posągami rozmieszczono płyty z płaskorzeźbami  z czasów Marka Aureliusza. Pochodzą one najprawdopodobniej z niezachowanego łuku wzniesionego ku jego czci i datowane są na lata 170–180. Przedstawiają cesarza przyjmującego hołd po zwycięstwie w wojnach naddunajskich, przekazanie władzy wybranemu wasalowi, scenę nagradzania żołnierzy oraz składania ofiary bogom.
Nad bocznymi przelotami umieszczono po dwa medaliony pochodzące z czasów Hadriana. Po stronie południowej ukazane są sceny związane z polowaniem: wyjazd na polowanie, ofiara składana Silvanusowi, scena polowania na niedźwiedzia i ofiara składana Dianie. Po stronie północnej przedstawiono sceny z polowania na niedźwiedzia i lwa, składanie ofiar Apollinowi oraz Herkulesowi. W przelocie bramy głównej, na ścianach bocznych wmontowano płaskorzeźby batalistyczne pochodzące z Bazyliki Ulpia z Forum Trajana.
Pozostałe płaskorzeźby zdobiące łuk wykonane zostały w czasie panowania Konstantyna. Fryzy umieszczone pod medalionami, opasujące boczne przęsła łuku przedstawiają historię wojny z Maksencjuszem. Fryz umieszczony na ścianie zachodniej wyobraża wymarsz wojsk biorących udział w zwycięskiej bitwie, a także scenę bitwy przy moście Mulwijskim, przemowy Konstantyna do ludu oraz rozdawania nagród (północna strona łuku). Medaliony na ścianach bocznych przedstawiają Dianę, Księżyc i Słońce. Z czasów Konstantyna pochodzą również wizerunki Wiktorii umieszczone nad głównym przelotem oraz postacie barbarzyńców na bazie łuku.

## Cechy szczególne
Płaskorzeźby pochodzące z czasów Konstantyna cechuje jednoplanowość i symetryczna kompozycja, w której postać władcy umieszczona w centrum przedstawiana jest frontalnie. Pozostałe postacie uczestniczące  w scenie ukazywane są z profilu lub en trois quarts (na trzy czwarte). Dwuplanowość uzyskano przez spiętrzenie postaci. Sceny są wyrazem obowiązującego w sztuce symbolizmu. Przez połączenie w jednym zabytku rzeźb z różnych okresów można łatwo prześledzić rozwój rzeźby w okresie cesarstwa.
Łuk ten był inspiracją dla wielu monumentów późniejszych, m.in. dla Arc du Carrousel.

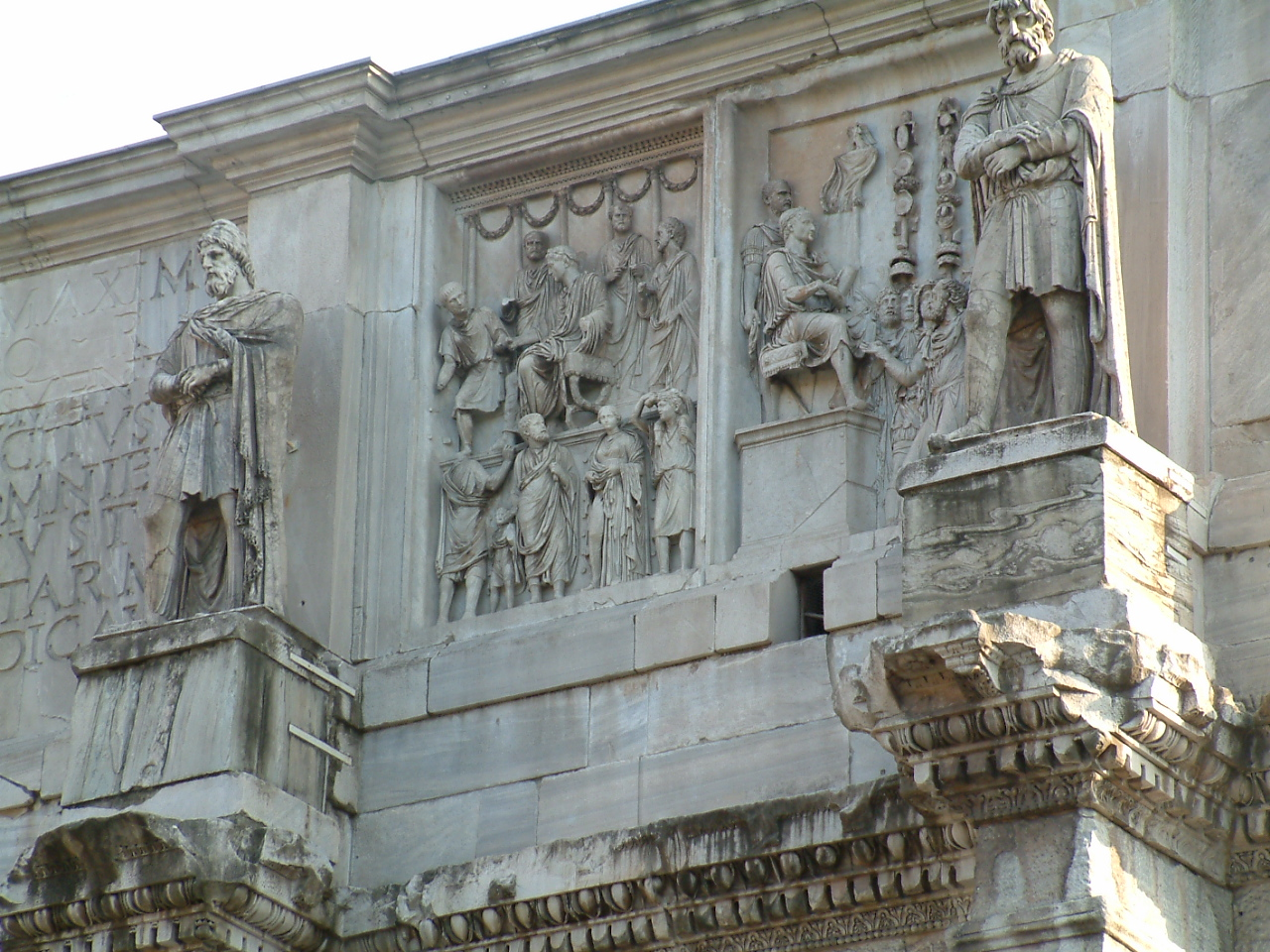
Detal attyki – strona północna, część prawa
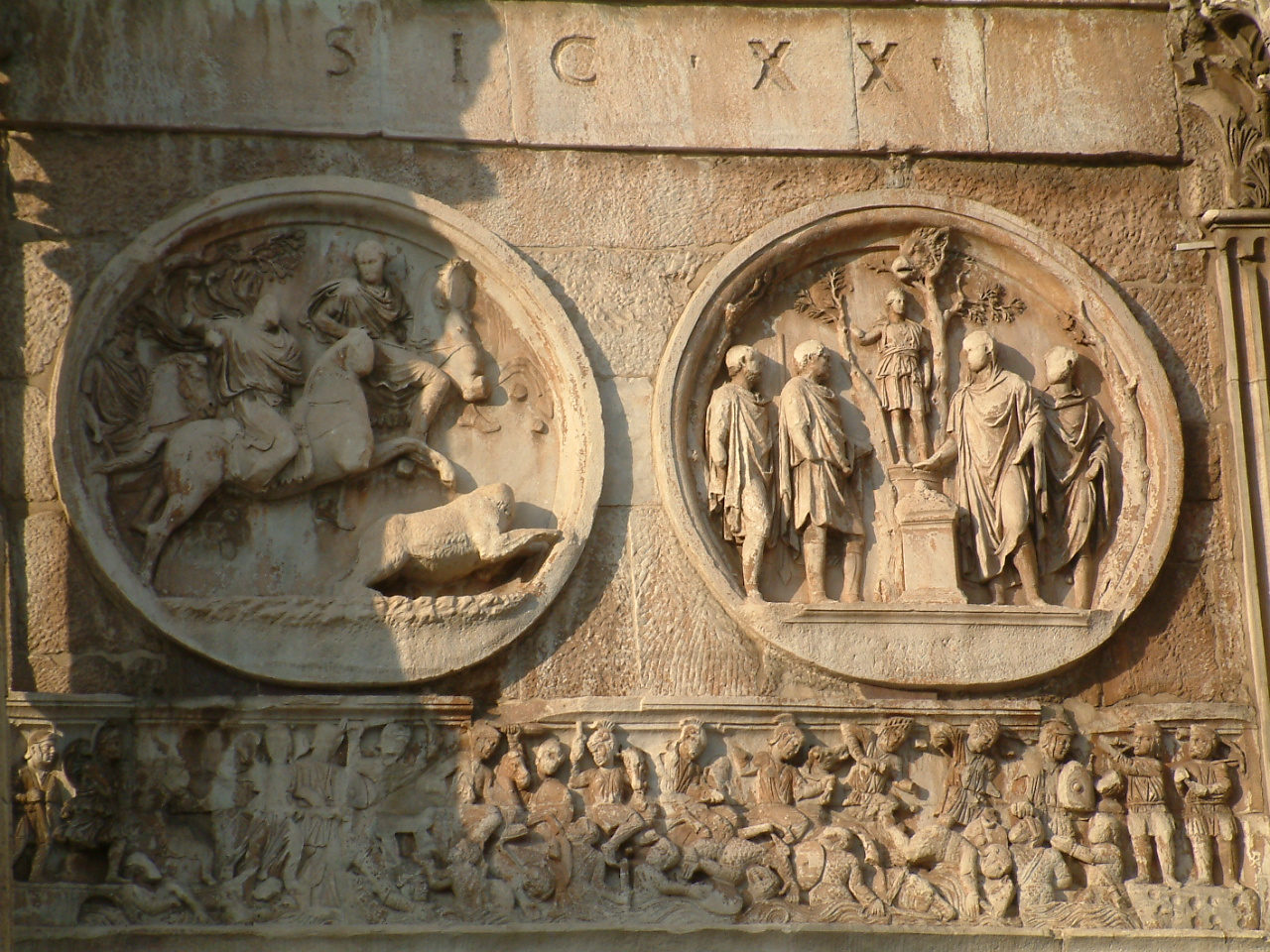
Detal – medaliony: scena polowania na niedźwiedzia i ofiary składanej Dianie (strona południowa, część prawa)
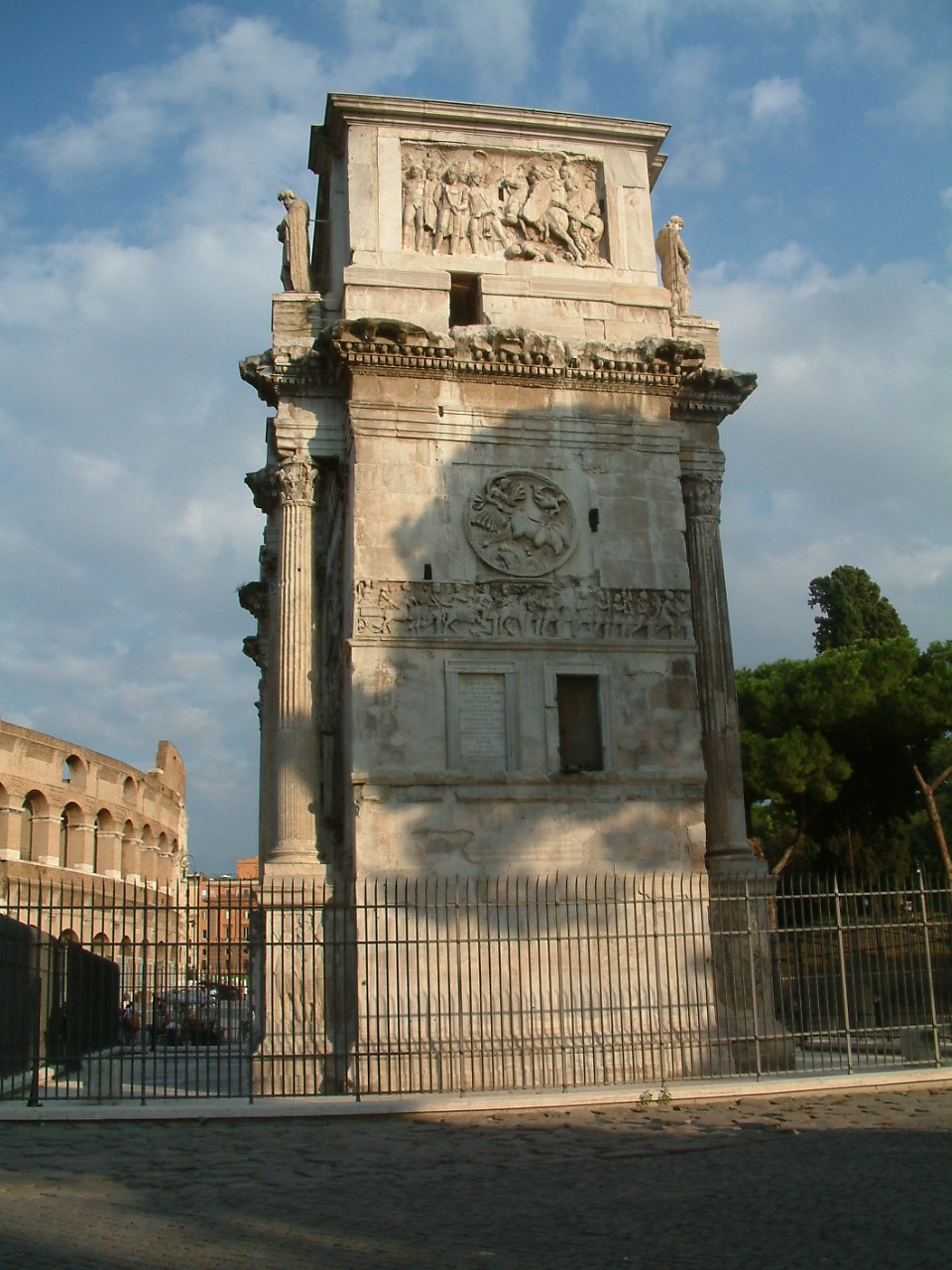
Łuk Konstantyna – widok strony zachodniej
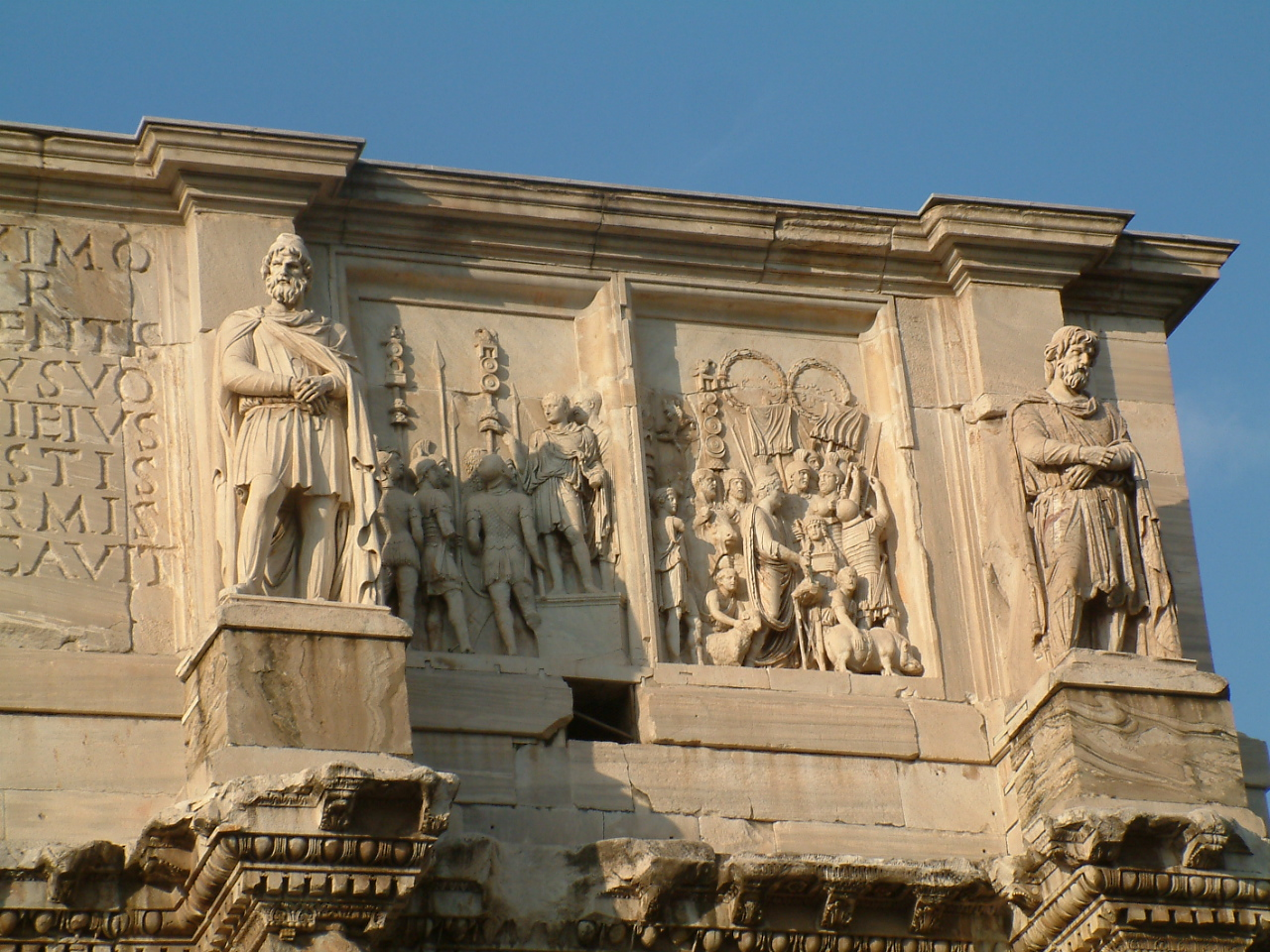
Detal attyki – od południa, część prawa